# Heinz Gützlaff
Heinz Gützlaff (* 18. August 1905 in Berlin; † 25. Mai 1961 in Ost-Berlin) war ein deutscher kommunistischer Gewerkschaftsfunktionär und Widerstandskämpfer gegen das NS-Regime. 2018 wurde er als „Gerechter unter den Völkern“ gewürdigt. 

## Leben
Gützlaff war Sohn eines Kunstmalers und einer Buchhalterin. Er wuchs im Berliner Bezirk Prenzlauer Berg auf. Von 1911 bis 1915 besuchte er die Volksschule, von 1915 bis 1917 war er Schüler der Oberrealschule und ab 1917 besuchte er ein Internat in Rheinsberg. Da die Eltern nach Kriegsende 1919 kaum noch Geld besaßen, verließ Gützlaff in der Obertertia die Schule. Ab 1920 erlernte er bei der „Fritz Werner AG“ in Berlin-Marienfelde den Beruf Maschinenschlosser. Nach der Lehrzeit trat er im Jahr 1924 in den Deutschen Metallarbeiter-Verband (DMV) ein. Mitte der 1920er-Jahre arbeitete Gützlaff als Packer und als Helfer bei einer Bauklempnerei. Von 1927 bis 1933 war er wieder in seinem Lehrberuf als Maschinenschlosser in der „Fritz Werner AG“ beschäftigt.
Im Jahr 1929 trat Gützlaff in die KPD ein. Zugleich organisierte er sich in der Revolutionären Gewerkschafts-Opposition (RGO) und besuchte regelmäßig kommunistische Parteischulungen. Ab 1930 übernahm Gützlaff die Funktion des Politischen Leiters der KPD-Betriebszelle in der „Fritz Werner AG“. Wegen seines Engagements für die RGO wurde er aus dem DMV ausgeschlossen. Anfang November 1930 war Gützlaff Gründungsmitglied des Einheitsverbandes der Metallarbeiter Berlins (EVMB), des ersten eigenständigen „roten Verbandes“ der RGO. 1932/33 war Gützlaff Betriebsrat des radikalen RGO-Verbandes EVMB in der „Fritz Werner AG“.
Nach der Machtübernahme der Nationalsozialisten nahmen SA-Männer Gützlaff am 4. April 1933 in Haft. Nur wenige Tage später, am 8. April 1933, kam Gützlaff wieder auf freien Fuß. Er sollte eingeschüchtert werden. Gützlaff beteiligte sich dennoch ab Mitte 1933 am illegalen Neuaufbau des EVMB. Er wurde Bezirksleiter des illegalen Verbandes für den südwestlichen Teil Berlins (EVMB-Bezirk: Schöneberg-Steglitz-Lichterfelde-Friedenau-Schmargendorf-Wilmersdorf). Bei seiner kommunistischen Widerstandsarbeit für den EVMB arbeitete Gützlaff eng mit Wilhelm Lentzsch und Oskar Walz zusammen. In die Gruppe wurde ein Informant der Gestapo eingeschleust. Am 15. Dezember 1933 nahmen ihn die NS-Verfolger fest.
Nach einem Verhör im Berliner Gestapo-Gefängnis in der Prinz-Albrecht-Straße 8 war Gützlaff vom 16. Dezember 1933 bis zum 5./6. Januar 1934 im KZ Columbia inhaftiert. Vom 5./6. Januar bis zum 19. Januar 1934 war er Häftling des KZ Oranienburg. Vom 19. Januar bis 22. Januar 1934 inhaftierten ihn die NS-Verfolger im Polizeigefängnis Alexanderplatz. Vom 22. Januar bis zum 19. Juni 1934 war er im Strafgefängnis in Berlin-Moabit in Untersuchungshaft. Wegen „Vorbereitung zum Hochverrat“ wurde Gützlaff im Sommer 1934 vom Kammergericht Berlin zu 15 Monaten Gefängnis verurteilt. Die Haftzeit verbrachte er bis zum 19. März 1935 im Strafgefängnis Berlin-Plötzensee. 
Nach der Entlassung aus der Haft stand Gützlaff weiterhin unter Polizeibeobachtung. Zunächst arbeitete er als Metallbohrer in den „Peiner Walzwerken“ in Berlin-Marienfelde. Später war er bei verschiedenen Metallbetrieben in Berlin und Potsdam tätig. Nach eigenen Angaben Ende der 1940er-Jahre beteiligte sich der Kommunist nicht mehr aktiv am Widerstand. Vermutlich meinte Gützlaff damit die Nichtbetätigung im Rahmen kommunistischer Gruppierungen. Erst kürzlich konnte rekonstruiert werden, dass Gützlaff unter Inkaufnahme hoher Risiken verfolgten Juden half. Er gab unter anderem dem jüdischen Orthopäden Kurt Hirschfeldt seine Kennkarte, in die dessen Foto eingefügt wurde. Gützlaffs Hilfe für verfolgte Juden Anfang der 1940er-Jahre blieb unentdeckt.
Nach dem Ende des Nationalsozialismus war Gützlaff im Jahr 1945 Mitbegründer einer KPD-Ortsgruppe in Brodowin. Er übernahm die Leitung der lokalen Parteigruppe. Ab 1946 war Gützlaff Mitglied der SED. Zudem betätigte er sich aktiv im Freien Deutschen Gewerkschaftsbund (FDGB), in dem er auch mehrere Funktionen übernahm. Zeitweise war Gützlaff Bürgermeister in einem Dorf bei Angermünde. Er qualifizierte sich zugleich zum Juristen. Ab Anfang der 1950er-Jahre war Gützlaff als Staatsanwalt in Ost-Berlin beschäftigt, wo er auch verstarb.

## Ehrungen
Anfang November 2018 wurde Gützlaff von der israelischen Gedenkstätte Yad Vashem und der israelischen Botschaft in Berlin als „Gerechter unter den Völkern“ geehrt. Bei einer Festveranstaltung wurde als besonders herausragendes Verdienst des Kommunisten gewürdigt, dass Gützlaft während der NS-Zeit sein Leben riskiert habe, um Juden zu retten. Gützlaff hatte Anfang der 1940er-Jahre dem jüdischen Orthopäden Kurt Hirschfeldt seine Kennkarte gegeben, um diesen vor Verfolgung zu schützen. Ein Foto von Hirschfeld wurde dazu in das Dokument von Gützlaff eingefügt.